# Doubleday

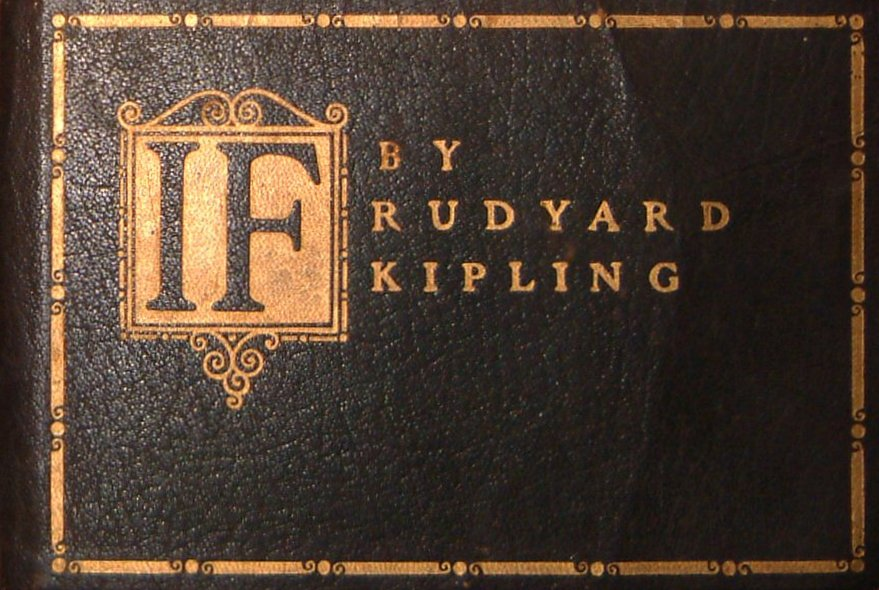
If de Rudyard Kipling, numa edição de 1910 da Doubleday.

A Doubleday é uma editora dos Estados Unidos, uma das maiores do país.

## História
Foi fundada como Doubleday & McClure Company em 1897 por Frank Nelson Doubleday que havia constituído uma parceria com o editor de revistas Samuel McClure. Um de seus primeiros bestsellers foi The Day's Work de Rudyard Kipling. Outros escritores publicados pela empresa em seus primeiros anos incluem W. Somerset Maugham e Joseph Conrad. Posteriormente, Theodore Roosevelt, Jr. foi vice-presidente da empresa.
Em 1900, a empresa tornou-se Doubleday, Page & Company, quando Walter Hines Page assumiu como novo sócio. Em 1922, o filho do fundador, Nelson Doubleday, entrou para o negócio.
Em 1927, a Doubleday fundiu-se com a George H. Doran Company, criando a Doubleday, Doran, a maior casa editora do mundo anglófono.
Em 1946, a empresa tornou-se Doubleday and Company, com John Sargent como presidente e CEO, e seu filho como um parceiro comercial na divisão de publicações.
A Doubleday foi vendida para a Bertelsmann em 1986. Em 1988 tornou-se parte do Bantam Doubleday Dell Publishing Group, o qual por sua vez tornou-se uma divisão da Random House em 1998.

## Editores notáveis
- Jacqueline Kennedy Onassis

## Selos editoriais
A Doubleday possui (ou teve) os seguintes selos editoriais:
- Garden City Publishing Co., criada originalmente como uma empresa em separado por Nelson Doubleday, os livros da Garden City eram basicamente reimpressões de livros publicados originalmente pela Doubleday, impressos com as matrizes originais mas em papel mais barato. Foi batizada com o nome de um bairro de Long Island, em Nova York, onde estava localizada a sede da Doubleday (até 1986), e que ainda abriga a Bookspan, um "clube do livro" gerenciado pela Doubleday Direct e Book-of-the-Month Club Holdings.
- Rimington & Hooper, edições limitadas de alta qualidade;
- Blakiston Co., livros médicos e científicos. Vendida em 1947 para a McGraw-Hill;
- Blue Ribbon Books, comprado em 1939 de Reynal & Hitchcock;
- Triangle Books, comprada em 1939 de Reynal & Hitchcock; vendia livros baratos em cadeias de lojas;
- Image books, livros católicos; ainda faz parte da Doubleday, como parte da Doubleday Religious Publishing;
- Anchor Books, produzia brochuras de qualidade para livreiros; faz parte agora do Knopf Publishing Group como Vintage Anchor;
- Zenith Books, para jovens leitores afro-americanos;
- Nan A. Talese/Doubleday, selo criado em 1990. Talese, responsável pelo selo e diretor editorial, é um vice-presidente sênior da Doubleday;
- The Crime Club, a(c)tivo durante boa parte do século XX, publicando histórias de mistério e detetive, como a série Fu Manchu de Sax Rohmer e O Santo de Leslie Charteris.

## Livrarias
As Doubleday Bookstores fazem parte agora da Barnes & Noble.